# Масаль (дегестан)
Масаль (перс. ماسال) — дегестан в Ірані, в Центральному бахші, в шагрестані Масал остану Ґілян. За даними перепису 2006 року, його населення становило 5419 осіб, які проживали у складі 1368 сімей.

## Населені пункти
До складу дегестану входять такі населені пункти:
- Асб-Ріш
- Варміє
- Ґарамхані
- Дулькух
- Канзер
- Курбар
- Ліпа
- Лір
- Масулє-Хані
- Мегдіхан-Магаллє
- Мір-Магаллє
- Неса
- Різе-Мандан
- Салімабад
- Сараке
- Сіях-Дуль
- Табак-Сар
- Табар-Сара
- Таларгах
- Таскух
- Тутнеса
- Хорум
- Хуй-Дуль
- Чеслі
- Шальма
- Шальма-Кух